# Stephen Crichton

a Compétitions nationales et continentales officielles uniquement.

b Matchs officiels uniquement.
Stephen Crichton, né le 22 septembre 2000 à Apia (Samoa), est un joueur de rugby à XIII samoan évoluant au poste d'ailier ou de centre. Il fait ses débuts en National Rugby League (« NRL ») avec les Wests Tigers lors de la saison 2019. Il s'impose au poste de centre en devenant l'un des meilleurs marqueurs d'essais de la NRL.

## Palmarès
- Collectif :
  - Vainqueur de la National Rugby League : 2021 et 2022 (Penrith).
  - Finaliste de la Coupe du monde : 2021 (Samoa).
  - Finaliste de la National Rugby League : 2020 (Penrith).

- Individuel :
  - Meilleur marqueur de points de la Coupe du monde : 2021 (Samoa).
  - Elu meilleur centre de la National Rugby League : 2020 et 2023 (Penrith).

### En club

#### Statistiques
| Saison | Club             | Compétition           | Matchs | Points | Essais | Goals | Drops |
| ------ | ---------------- | --------------------- | ------ | ------ | ------ | ----- | ----- |
| 2019   | Penrith Panthers | National Rugby League | 4      | 0      | 0      | -     | -     |
| 2020   | Penrith Panthers | National Rugby League | 22     | 82     | 17     | 7     | -     |
| 2021   | Penrith Panthers | National Rugby League | 27     | 72     | 11     | 14    | -     |
| 2022   | Penrith Panthers | National Rugby League | 23     | 116    | 13     | 32    | -     |